# 유로비전 송 콘테스트 1994
유로비전 송 콘테스트 1994(Eurovision Song Contest 1994)는 1994년 4월 30일 아일랜드 더블린의 포인트 극장에서 열린 제39회 유로비전 송 콘테스트이다. EBU(유럽 방송 연맹)와 주최 방송사 RTÉ(아일랜드 라디오-텔레비전)가 주최하고 Cynthia Ní Mhurchú와 Gerry Ryan이 진행한 이 콘테스트는 1993년 콘테스트에서 니브 캐버노의 작품 "In Your Eyes"라는 노래로 아일랜드가 승리한 후 아일랜드에서 개최되었다. 밀스트리트에서 열린 전년도 콘테스트에 이어 한 국가에서 콘테스트를 두 번 연속 개최한 것은 이번이 처음이었다.